# Horní Lhota (district de Zlín)
Pour les articles homonymes, voir Horní Lhota.
Horní Lhota (en allemand : Ober-Lhota ou Oberlhotta) est une commune du district et de la région de Zlín, en Tchéquie. Sa population s'élevait à 594 habitants en 2020.

## Géographie
Horní Lhota se trouve à 13 km au sud-est de Zlín, à 88 km à l'est de Brno et à 264 km au sud-est de Prague.
La commune est limitée par Želechovice nad Dřevnicí, Lípa et Zádveřice-Raková au nord, par Vizovice, Slopné et Sehradice à l'est, par Dolní Lhota au sud, et par Pozlovice, Podhradí et Provodov à l'ouest.

## Histoire
La première mention écrite de la commune date de 1449. Les noms en allemand furent Ober-Lhota (1869, 1880, 1939) et Oberlhotta (1900, 1910).

## Transports
Par la route, Horní Lhota se trouve à 14 km de Slavičín, à 18 km de Zlín, à 111 km de Brno et à 319 km de Prague.